# Bassa Bresciana
Bassa Bresciana ist eine norditalienische Landschaft in der Region Lombardei.
Sie erstreckt sich im Süden der Provinz Brescia vom Gardasee, der westlich gelegenen Stadt Brescia und dem Iseosee nach Süden, wo sie in die Po-Ebene übergeht, womit sie ein Teil der Norditalienischen Tiefebene ist.